# Chen Qi
Chen Qi (Jiangsu, 15 aprile 1984) è un tennistavolista cinese.